# Glass House Mountains National Park
Glass House Mountains National Park är en nationalpark i Australien.   Den ligger i delstaten Queensland, i den östra delen av landet, 1 000 km norr om huvudstaden Canberra. Glass House Mountains National Park ligger 140 meter över havet.
I omgivningarna runt Glass House Mountains National Park växer i huvudsak städsegrön lövskog. Runt Glass House Mountains National Park är det ganska glesbefolkat, med 38 invånare per kvadratkilometer.